# Агук Шагин
Агук Шагин (Ауховский Шагин; Шагин Агуки, Агуки Шагин, Шаин Аухари) — гипотетический хазарский полководец VIII века, участник Арабо-хазарских войн.
Упоминается в книге Ю. А. Айдаева «Чеченцы: история и современность» без ссылки на первоисточник. Описан как глава чеченцев-ауховцев (аухаров), участник войн хазар с арабами. По предположению автора, являлся вторым лицом хазарской армии.
По происхождению Агук Шагин (чеч. Шаӏин Аухаран, Аухан) — ауховский чеченец. С хазарами у ауховцев были интенсивные экономические связи, о чём свидетельствуют, например, раскопки на окраине селения Гӏачалкъа (Хазар-Кала).
Агук Шагин руководил ауховскими отрядами, в составе хазарских войск. Это подтверждает включение чеченцев в Хазарский каганат, которому они очевидно были лояльны.
В 735—736 годах арабскому полководцу Мервану удалось разрушить крепости «Хасни-Хиснумма» (ГӀазар-ГӀала) и захватить ауховской крепости «Кеше» («Кешен», Кешне). Эти крепости были населены чеченцами аухарами (аккинцами). Сам Агук Шагин попал в плен.